# 1ª Divisão 2011-2012 (hockey su pista)
La 1ª Divisão 2011-2012 è stata la 72ª edizione del torneo di primo livello del campionato portoghese di hockey su pista; disputato tra il 22 ottobre 2011 e il 16 giugno 2012 si è concluso con la vittoria del Benfica, al suo ventunesimo titolo.

## Stagione

### Formula
La 1ª Divisão 2011-2012 vide ai nastri di partenza quindici club; la manifestazione fu organizzata con un girone all'italiana, con gare di andata e ritorno per un totale di 30 giornate: erano assegnati tre punti per l'incontro vinto e due punti a testa per l'incontro pareggiato, mentre non ne era attribuito uno solo per la sconfitta. Al termine del campionato la squadra prima classificata venne proclamata campione del Portogallo. Le squadre classificate dal tredicesimo al quindicesimo posto retrocedettero direttamente in 2ª Divisão, il secondo livello del campionato.

## Classifica finale
|       | Pos. | Squadra           | Pt | G  | V  | N | P  | GF  | GS  | DR   |
| ----- | ---- | ----------------- | -- | -- | -- | - | -- | --- | --- | ---- |
|       | 1.   | Benfica           | 77 | 28 | 25 | 2 | 1  | 198 | 87  | +111 |
|       | 2.   | Porto             | 76 | 28 | 25 | 1 | 2  | 214 | 95  | +119 |
|       | 3.   | Candelária        | 63 | 28 | 20 | 3 | 5  | 127 | 69  | +58  |
|       | 4.   | Oliveirense       | 53 | 28 | 17 | 2 | 9  | 132 | 111 | +21  |
| [ 1 ] | 5.   | Fisica            | 46 | 28 | 14 | 4 | 10 | 113 | 105 | +8   |
| [ 1 ] | 6.   | Valongo           | 42 | 28 | 13 | 3 | 12 | 124 | 115 | +9   |
|       | 7.   | Braga             | 40 | 28 | 12 | 4 | 12 | 110 | 113 | -3   |
|       | 8.   | Barcelos          | 40 | 28 | 13 | 1 | 14 | 106 | 106 | 0    |
|       | 9.   | Tigres            | 34 | 28 | 9  | 7 | 12 | 108 | 110 | -2   |
|       | 10.  | Paço de Arcos     | 34 | 28 | 10 | 4 | 14 | 97  | 107 | -10  |
|       | 11.  | Gulpilhares       | 30 | 28 | 9  | 3 | 16 | 107 | 132 | -25  |
|       | 12.  | Espinho           | 30 | 28 | 9  | 3 | 16 | 104 | 131 | -27  |
|       | 13.  | Juventude Viana   | 24 | 28 | 7  | 3 | 18 | 97  | 125 | -28  |
|       | 14.  | Riba De Ave       | 10 | 28 | 3  | 1 | 24 | 69  | 179 | -110 |
|       | 15.  | Infante de Sagres | 10 | 28 | 3  | 1 | 24 | 86  | 207 | -121 |

Legenda:
  Vincitore della Coppa del Portogallo 2011-2012.
      Campione del Portogallo e ammessa all'Eurolega 2012-2013.
      Ammesse all'Eurolega 2012-2013.
      Ammesse alla Coppa CERS 2012-2013.
      Retrocesse in 2ª Divisão 2012-2013.
Note:
Tre punti a vittoria, uno a pareggio, zero a sconfitta.